# (5374) Hokutosei
(5374) Hokutosei (1989 AM1) – planetoida z pasa głównego asteroid okrążająca Słońce w ciągu 5,67 lat w średniej odległości 3,18 j.a. Odkryta 4 stycznia 1989 roku.